# URBAN REVIVO
URBAN REVIVO（简称UR）是一家成立于2006年的中国服装品牌，由李明光创办，总部位于广州市。该公司采用快时尚商业模式，提供包括男装、女装和童装在内的多类产品，涵盖服装、鞋履与配饰。
根据《福布斯》报道，URBAN REVIVO 被部分媒体称为“亚洲Zara”，并于2025年在美国纽约开设其首家门店，标志着品牌正式进入美国市场。
UR 同时通过数字化渠道和电商平台进行全球布局，在中国内地及海外多个市场拥有门店及线上销售渠道。公司管理层在接受 CNBC 采访时表示，尽管面临关税政策调整，其海外扩张计划受到的影响较为有限。
《福布斯》另一篇报道指出，URAN REVIVO 的品牌策略侧重于设计导向和价格适中，面向年轻消费者，并通过本地化设计与全球化运营结合的方式，在快时尚市场中寻求差异化发展。